# شومپی ناروسه
شومپی ناروسه (انگلیسی: Shumpei Naruse؛ زادهٔ ۱۷ ژانویهٔ ۲۰۰۱) بازیکن فوتبال اهل ژاپن است.
از باشگاه‌هایی که در آن بازی کرده‌است می‌توان به باشگاه فوتبال ناگویا گرامپوس اشاره کرد.